# Antoni Vila Casas
Antoni Vila i Casas (Barcelona, 27 de noviembre de 1930-14 de septiembre de 2023) fue un empresario de la industria farmacéutica y mecenas español.

## Biografía
Antoni Vila i Casas nació en Barcelona en 1930, en el seno de una familia de la burguesía catalana dedicada a la industria textil. Su padre, Enrique Vila Miquel (1894-1942), era doctor en derecho y el año 1917 publicó su tesis De la necesidad y medios de sustituir las penas cortas de privación de libertad, en la Imprenta Juan Pueyo de Madrid.
Antoni estudió bachillerato en los Jesuitas en 1948 y posteriormente estudió la carrera de farmacia y se dedicó a la industria farmacéutica, licenciado por la Universidad de Barcelona en 1956.
En 1960 funda y preside el consejo de administración de los Laboratorios PROD (Prodesfarma). En 1986 constituye el Holding Prodesfarma que con el paso de los años irá adquiriendo varios laboratorios y se fusiona con Laboratorios Almirall en 1998.
En 1986 creó la Fundación Vila Casas, de la que fue presidente, y que desde entonces ha abierto varios museos de arte en Torroella de Montgrí (Museo Palau Solterra), en Barcelona (Espacios Volart y Museo Can Framis) y en Palafrugell (Museo Can Mario).

## Premios y reconocimientos
- 1996, Gran Cruz de la Orden del Mérito Civil.
- 1999, Creu de Sant Jordi.
- 2004, Premio Montblanc al mecenazgo.[9]
- 2012, Medalla d'Or al Mèrit Cultural de l'Ajuntament de Barcelona.[10]